# Tine Baun
Tine Baun (* 21. Juli 1979 in Hørsholm, Dänemark, geborene Tine Rasmussen) ist eine dänische Badmintonspielerin.

## Karriere
Tine Rasmussen erlernte das Badmintonspiel in Lillerød. Für den dortigen Verein erkämpfte sie 1995 die Juniorentitel der U17 im Damendoppel und Dameneinzel. 1997 gewann sie das Dameneinzel der U19 in Dänemark, 2004 bis 2007 war sie ebenfalls bei den Erwachsenen erfolgreich, nunmehr für den Kopenhagener Verein KMB startend.
Rasmussen nahm an den Olympischen Spielen 2004 teil, wo sie gegen Petya Nedelcheva in der Runde der letzten 32 unterlag. Im olympischen Turnier 2008 in Peking hatte Tine Rasmussen in der ersten Runde ein Freilos. In der Runde der letzten 32 gewann sie gegen die Litauerin Akvilė Stapušaitytė. Im Achtelfinale unterlag sie in drei Sätzen gegen Maria Kristin Yulianti aus Indonesien.
2010 heiratete sie den Physiotherapeuten Martin Baun. Bei den Denmark Open 2012 kündigte sie am 17. Oktober ihren Rücktritt zu den All England 2013 an. Zum krönenden Abschluss ihrer Karriere besiegte sie dort im Finale die Thailänderin Ratchanok Intanon und gewann so zum dritten Mal die Yonex All England Badminton Championships.

## Sportliche Erfolge
| Jahr       | Ereignis                             | Ergebnis          |
| ---------- | ------------------------------------ | ----------------- |
| 10.11.2002 | Norwegian International 2002         | Siegerin          |
| 24.11.2002 | Scottish Open 2002                   | Finalistin        |
| 8.12.2002  | Irish Open 2002                      | Halbfinalistin    |
| 9.11.2003  | Norwegian International 2003         | Siegerin          |
| 16.11.2003 | Toulouse Open 2003                   | Siegerin          |
| 7.12.2003  | Bitburger Open 2003                  | Halbfinalistin    |
| 14.12.2003 | Irish Open 2003                      | Siegerin          |
| 14.1.2004  | Swedish International Stockholm 2004 | Siegerin          |
| 14.11.2004 | China Open 2004                      | Halbfinalistin    |
| 21.11.2004 | Singapur Open 2004                   | Viertelfinalistin |
| 12.12.2005 | Italian International 2005           | Siegerin          |
| 5.2.2006   | Dänische Meisterschaft               | Siegerin          |
| 12.3.2006  | Swedish International Stockholm 2006 | Siegerin          |
| 16.4.2006  | Europameisterschaft                  | Viertelfinalistin |
| 21.5.2006  | Spanish International 2006           | Halbfinalistin    |
| 2.9.2006   | Hong Kong Open 2006                  | Halbfinalistin    |
| 5.11.2006  | Denmark Open 2006                    | Halbfinalistin    |
| 16.9.2007  | Japan Super Series 2007              | Siegerin          |
| 20.1.2008  | Malaysia Super Series 2008           | Siegerin          |
| 3.2.2008   | Dänische Meisterschaft               | Siegerin          |
| 17.2.2008  | Mannschaftseuropameisterschaft       | Siegerin          |
| 9.3.2008   | All England Super Series 2008        | Siegerin          |
| 18.4.2008  | Europameisterschaft                  | Finalistin        |
| 9.3.2008   | Singapur Super Series 2008           | Siegerin          |
| 18.4.2010  | Europameisterschaft                  | Siegerin          |
| 9.3.2012   | All England Super Series 2012        | Viertelfinalistin |
| 21.4.2012  | Europameisterschaft                  | Siegerin          |
| 10.3.2013  | All England                          | Siegerin          |